# Мултанська справа
Мулта́нська спра́ва — судовий процес по неправдивому звинуваченню селян-удмуртів села Старий Мултан Малмизького повіту В'ятської губернії (нині село Короленко Кізнерського району Удмуртії) в принесенні ними людської жертви язичним богам.

Виправдані мултанці та їхні захисники (фото 1896 року)
Стоять зліва на право — В. Г. Короленко, М. П. Карабчевський, М. И. Дрягин, П. М. Красников

Справа почалась на побутовому рівні — два селянина села Аник, які конфліктували з жителями села Старий Мултан через відмову останніх прийняти їх в земельну спільноту, вбили жебрака з ціллю перекласти вину на мултанців та оволодіти їхніми землями.
Пізніше справа була підхоплена офіційною владою. Слідство під керівництвом прокурора Сарапульського окружного суду Н. І. Раєвського, яке продовжувалось 29 місяців, намагалось за будь-що зібрати докази про нібито ритуальне жертвоприношення. По справі були заарештовані 10 мултанських селян. 10-11 грудня 1894 року в місті Малмиж відбувся перший суд. Він визнав мултанців винними та 7 особам був винесений вирок — заслання в Сибір, 3 осіб були виправдані. Захисник мултанців адвокат М. І. Дрягин на вирок суду подав в Сенат касаційну скаргу. Було знайдено багато порушень в ході слідства та суду. Вирок був відмінений, було наказано провести повторне розслідування.
29 вересня-1 жовтня 1895 року в Єлабузі пройшов другий суд, який постановив вважати всіх підсудних винними. За скаргою Дрягина Сенат вдруге відмінив рішення суду та назначив третє слухання Казанському окружному суду.
28 травня-4 червня 1896 року в місті Мамадиш пройшов третій суд по справі. Підсудні були визнані невинними та звільнені з-під арешту.
Справа отримала широкий розголос не лише в Росії, але й за кордоном. В розкритті наклепу велику роль зіграли вчені — Г. Є. Верещагін, П. Н. Луппов, П. М. Богаєвський; видні представники російської інтелігенції — В. Г. Короленко, М. П. Карабчевський, А. Ф. Коні, В. І. Суходоєв, Ф. А. Патенко, О. М. Баранов, О. М. Жирнов та інші. На честь Короленка селяни Старого Мултану перейменували своє село.